# Nerf du muscle carré fémoral
Le nerf du muscle carré fémoral (ou nerf du muscle jumeau inférieur et du carré crural) est un nerf mixte du membre inférieur.

## Origine
Le nerf du muscle carré fémoral est une branche collatérale de la partie antérieure du plexus sacral. Il est formé par une racine antérieure du tronc lombo-sacré issue des rameaux antérieurs du quatrième et cinquième nerf lombaire et du rameau antérieur du premier nerf sacré.

## Trajet
Le nerf du muscle carré fémoral sort de la cavité pelvienne par partie inférieure du grand foramen ischiatique en dehors du nerf du muscle obturateur interne sous le muscle piriforme.
Il descend devant le nerf sciatique, les muscles jumeaux supérieur et inférieur et le tendon du muscle obturateur interne.
À ce niveau il dégage une branche à destination du muscle jumeau inférieur et un rameau sensitif pour l'articulation coxo-fémorale.
Il se termine en innervant le muscle carré fémoral par sa face antérieure

### Variation
Rarement, le nerf du muscle carré fémoral peut également innerver le muscle jumeau supérieur, ou la partie supérieure du muscle grand adducteur.